# Stefan Mordacz

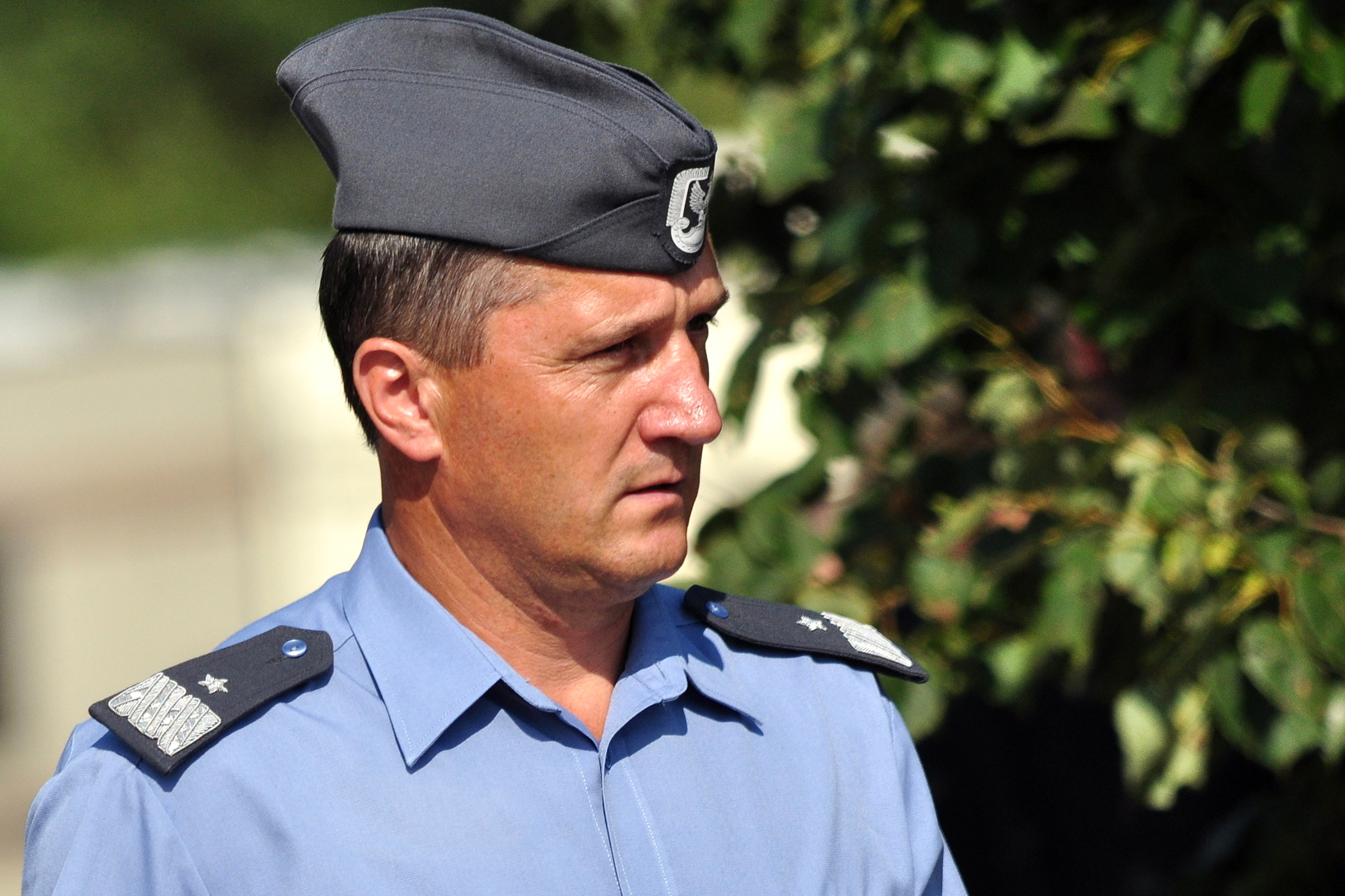
Stefan Mordacz

Stefan Władysław Mordacz (ur. 1961) – generał brygady Wojska Polskiego w stanie spoczynku.
W 2010 został mianowany dowódcą 3. Warszawskiej Brygady Rakietowej Obrony Powietrznej.
9 sierpnia 2011 roku otrzymał stopień generała brygady.
Od 2016 pełnił funkcję szefa Zarządu Obrony Powietrznej i Przeciwrakietowej – zastępca inspektora rodzajów wojsk Dowództwa Generalnego Rodzajów Sił Zbrojnych. W dniu 30 września 2021 zakończył zawodową służbę wojskową i przeszedł w stan spoczynku.

## Odznaczenia
- Brązowy Krzyż Zasługi (2003)[6]